# Дирфилд Бич (Флорида)
Дирфилд Бич (енгл. Deerfield Beach) град је у америчкој савезној држави Флорида. По попису становништва из 2010. у њему је живело 75.018 становника.

## Демографија
Према попису становништва из 2010. у граду је живело 75.018 становника, што је 10.435 (16,2%) становника више него 2000. године.
| Група             | 2000.          | 2010.          |
| Белци             | 46.014 (71,2%) | 41.991 (56,0%) |
| Афроамериканци    | 10.339 (16,0%) | 19.223 (25,6%) |
| Азијати           | 896 (1,4%)     | 1.145 (1,5%)   |
| Хиспаноамериканци | 5.643 (8,7%)   | 10.620 (14,2%) |
| Укупно            | 64.583         | 75.018         |